# Tielö népek
A tielö népek a kínai forrásokban török nyelvű népek összefoglaló neve az 1. évezred közepén.  Az i. e. 3. századtól tingling és tili, az i. sz. 4. század után tielö és kaokü néven említik őket.  Közéjük tartoztak többek között az ogurok, ujgurok és oguzok. Egyes részeik más-más időben fellázadtak a zsuanzsuanok és a türkök ellen, és több hullámban nyugat felé vándoroltak az 1. évezred második felében a nagy török nyelvű népvándorlási hullám részeként.